# エンマコオロギ
エンマコオロギ（閻魔蟋蟀、油胡蘆、学名: Teleogryllus emma）は、バッタ目（直翅目）・コオロギ上科・コオロギ科に分類されるコオロギの一種。日本本土に生息するコオロギ最大種。最も身近な昆虫の一つである。

## 形態
成虫の体長は26-32mmほど。背面は一様に黒褐色、腹面は淡褐色だが、体側や前翅は赤みを帯びる。体つきは太短く、頭部から腹部までほぼ同じ幅で、短く頑丈な脚がついている。
頭部は大きく、光沢のある半球形で、口器がわずかに下向きに突き出る。若干ではあるがオスの方がやや顎が長く、メスは丸顔である。触角は細く、体よりも長い。複眼の周りに黒い模様があり、その上には眉のように淡褐色の帯が入る。この模様が閻魔の憤怒面を思わせることからこの和名がある。また、日本の昆虫学者である大町文衛と松浦一郎によって、学名の種小名にも emma が充てられている。
メスには長い産卵管があり、前翅の翅脈は単純に前後に直線的に伸びる。一方、オスは産卵管がなく、前翅にやすり状の発音器や共鳴室を備え、翅脈が複雑な模様をなす。
幼虫は体が小さく、翅がないこと以外成虫と同じような姿だが、脱皮の直後はやや胴長になる。終齢幼虫は成虫によく似るが、亜終齢になると前胸背後端に翅芽が現れる。

## 生態
昼間は草木の茂みや枯れ草、資材などの陰に潜む。夜になると周辺を徘徊し、灯火にも飛来する。食性は雑食で、植物の他に小動物の死骸なども食べる。天敵は鳥類、ニホントカゲ、カエル、カマキリ（特に地上性のコカマキリ）、寄生蜂などである。敵が近付いた際は太い後脚で大きく跳躍して逃げるが、成虫は長い後翅を羽ばたかせて飛翔することもある。ただし飛翔は跳躍ほど敏捷ではなく、直線的にゆっくり飛ぶ程度である。
オス成虫は鳴き声を発して他個体との接触を図る。前翅を立ててこすり合わせ、「コロコロリー…」とも「キリリリー…」、「ヒヒヒヒヨヒヨヒヨ…」とも聞こえる鳴き声を出す。通常の鳴き声は長く伸ばすが、オス同士が遭遇し争う際は鳴き声が速く、短く切る「キリリリッ」という声になる。また、夏の暑い時期には夜しか鳴かないが、秋が深まり気温が下がると昼に鳴くようになる。
エンマコオロギは卵→幼虫→成虫という一生をおくる不完全変態の虫である。寿命は1年で、日本の季節変化に合わせたものとなっている（年1化性）。
成虫は8-11月頃に出現する。交尾はメスが上に乗る形で行い、受精したメスは長い産卵管を地面に突き立て、長さ3mmほどのソーセージ形をした卵を一粒ずつ産卵する。成虫は冬になると死んでしまうが、卵はそのまま地中で越冬し、周囲の水分を吸収しながら胚発生が進む。
卵は翌年の5-6月頃に孵化する。幼虫は全身黒色で、胸部と腹部の境界に白い横帯模様がある。幼虫も成虫と同様に雑食性で、いろいろなものを食べて成長する。脱皮を繰り返して終齢幼虫になると白い帯が消えて腹側が淡褐色になり、翅が短いこと以外はほとんど成虫と変わらなくなる。
充分に成長した終齢幼虫は物陰で羽化する。背中が割れて淡褐色の成虫が現れ、白く縮んだ翅を伸ばす。成虫は体が黒くなると再び活動を始める。成虫の期間は1-2か月ほどで、この間に繁殖行動を行う。

## 分布
北海道北部と南西諸島を除くほぼ日本全国に分布する（北海道、本州、佐渡島、隠岐島、四国、九州、対馬）。草原や田畑、人家の周囲などに生息し、個体数も多い。

## 人間との関わり
エンマコオロギはかつて食用や民間療法の薬として利用されていたが、20世紀後半以降このような利用は一般的でなくなり、身近な小動物の一つとして飼育の対象となる程度である。
本種はあまりにも身近な普通種であることからスズムシほどに珍重はされないが、コオロギ亜科の中では群を抜く美声であるため、その鳴き声は古くから鑑賞の対象となってきた。なお、童謡『蟲のこゑ』にコオロギが登場するが、鳴き声からこれはエンマコオロギではない。また、日本と同じく“鳴く虫”の飼育文化を持つ中国では、コオロギ亜科中唯一、闘蟋だけでなく鳴き声を目的としても飼われる種である。
飼育は、脱出できない水槽に土砂を敷き、植木鉢や石などを据えた隠れ家と水場を作っておけば比較的簡単に飼育できる。餌も特に選ばないが、大型であるうえ貪欲で口器も発達している本種は、複数同時に飼育すると共食いのリスクが避けられない。また、スズムシ等の本種より小型のコオロギを同じ容器で飼育すると、本種に食われてしまう可能性がある。植物質以外に鰹節などの動物質の餌も与えるようにするとかなり危険度が低下するが、それでも脱皮中に犠牲になる個体は出る。産卵した際は飼育容器を日陰に置き、湿気を保つと翌春に幼虫が孵化する。飼育下では室内の暖かさにより、しばしば孵化が新春早々に起こる。この場合、各ステージが3か月ほど前倒しされ、6〜7月に産卵がおこなわれ、1か月ほどで次世代の幼虫が孵化し、年2化となる。

## エンマコオロギ属
- エゾエンマコオロギ Teleogryllus yezoemma (Ohmachi et Matsuura, 1951) または Teleogryllus infernalis (Saussure, 1877) - 成虫の顔がほとんど黒いことでエンマコオロギと区別する。和名通り北方系の種類で、本州中部以北と北海道に分布する。エンマコオロギと同様、学名の種小名に"yezoemma"が充てられている。
- エンマコオロギ Teleogryllus emma (Ohmachi et Matsuura, 1951)
- タイワンエンマコオロギ Teleogryllus occipitalis (Audinet-Serville, 1839) - 外見はエンマコオロギに似るが、オスの鳴き声は「リッ、リッ、リッ…」とテンポが速い。また、春と秋に年2回発生し、卵ではなく幼虫で越冬する。東南アジアから中国南部、台湾を経て南西諸島、九州、四国、紀伊半島までの温暖な地域に分布する。
- ムニンエンマコオロギ Teleogryllus boninensis Matsumura, 1985 - 小笠原諸島・母島の固有種で、エンマコオロギより小型。
- ナンヨウエンマコオロギ Teleogryllus oceanicus (Le Guillou, 1841)
- コモダスエンマコオロギ Teleogryllus commodus (Walker, 1869)

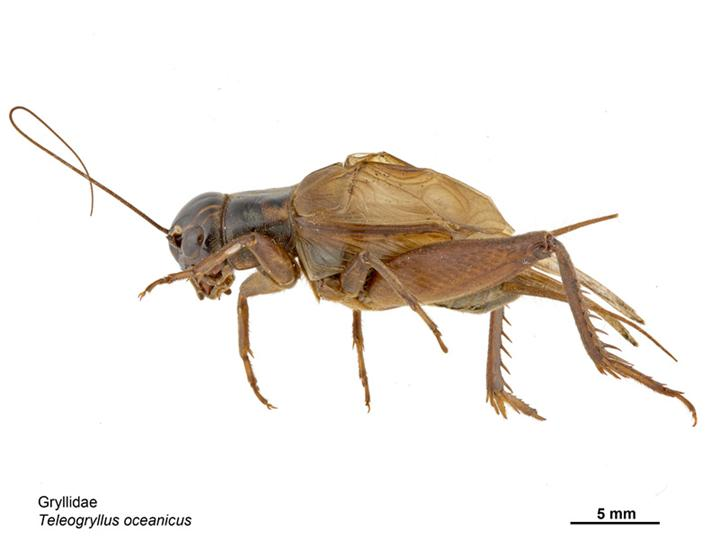
ナンヨウエンマコオロギ
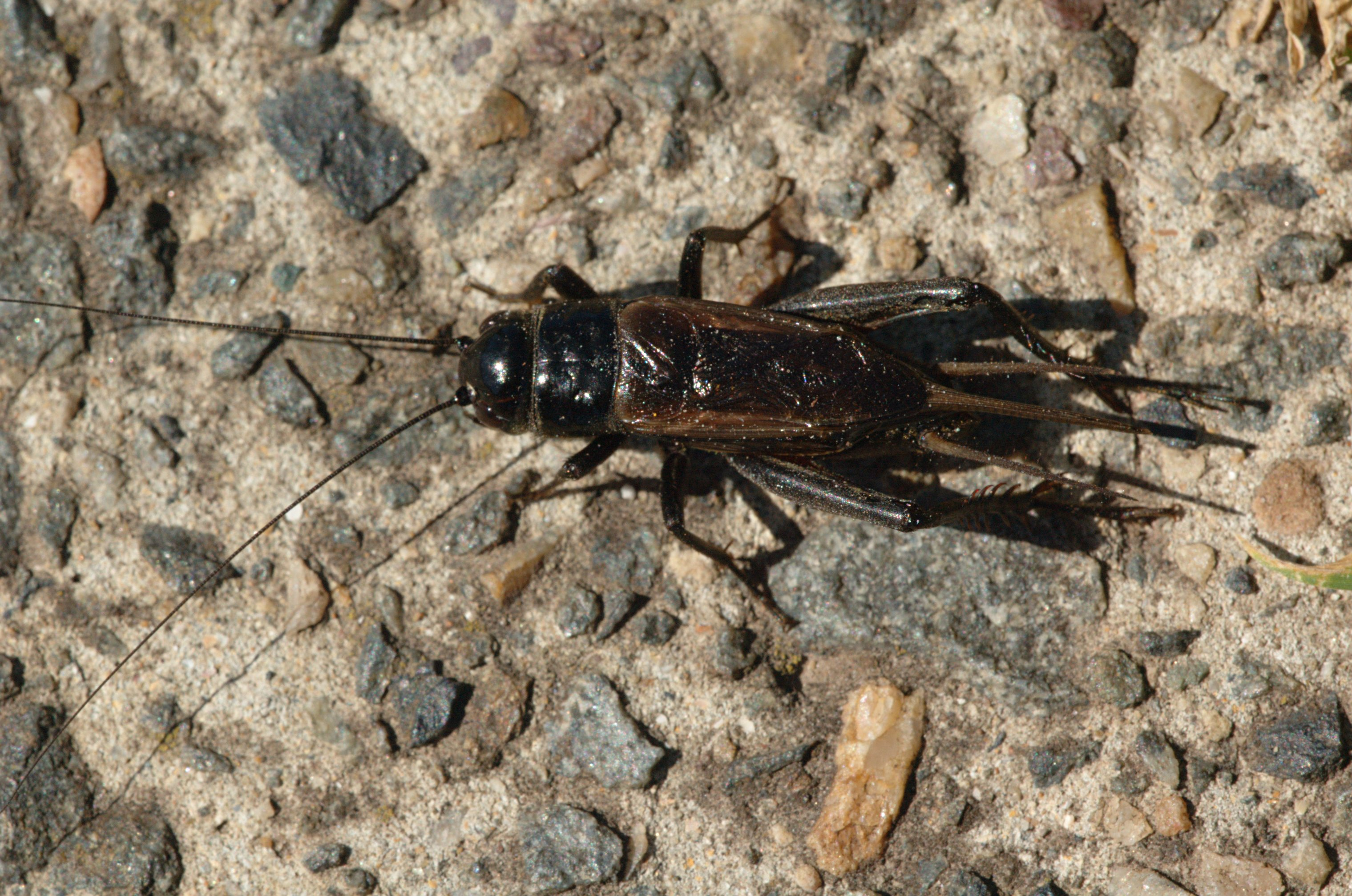
コモダスエンマコオロギ